# ليفنت توبساكال
ليفنت توبساكال (بالتركية: Levent Topsakal)‏ مواليد 9 يونيو 1966 في إسطنبول، هو مدرب كرة سلة تركي ولاعب سابق. بدأ مسيرته الاحترافية في سنة 1985. يدرب فريق منتخب تركيا لكرة السلة. يبلغ طوله 6 قدم 3 بوصة (1.9 م).

## روابط خارجية
- ليفنت توبساكال على موقع الاتحاد الدولي لكرة السلة (الإنجليزية)
- ليفنت توبساكال على موقع الاتحاد الدولي لكرة السلة (الإنجليزية)
- ليفنت توبساكال على موقع كرة السلة الأوروبية.كوم (الإنجليزية)
- ليفنت توبساكال على موقع بروبوليرز (الإنجليزية)